# Josip Suton
Josip Suton (Mostar, 14 novembre 1988) è un giocatore di calcio a 5 ed ex calciatore croato.

## Carriera
Croato dell'Erzegovina, Suton inizia nel calcio, giocando con lo Zrinjski Mostar tre partite dei preliminari della Coppa UEFA 2007-2008. Al termine della stagione abbandona il calcio per il calcio a 5, accordandosi con il Nacional Zagabria. Con la squadra della capitale vince un Campionato croato di calcio a 5 e due Coppe nazionali. Nel 2010 si trasferisce allo Spalato, con cui gioca per quasi un decennio.